# Setge d'El Álamo
El setge d'El Álamo (en anglès: Battle of the Alamo) (23 de febrer — 6 de març de 1836) fou un setge de 13 dies de durada que esdevingué un enfrontament militar crucial en la Guerra d'independència de Texas i la seva posterior independència de Mèxic.

## Antecedents
Els independentistes texans havien expulsat totes les tropes mexicanes de Texas, i prop de 100 texans es van aquarterar a El Alamo. La força texana va créixer lleugerament amb l'arribada dels reforços dirigits per William B. Travis i James Bowie. El 23 de febrer uns 1.800 mexicans comandats per Antonio López de Santa Anna van marxar a San Antonio de Béjar com el primer pas en una campanya per reprendre Texas, i durant els següents deu dies els dos exèrcits van lluitar en diverses escaramusses amb baixes mínimes. Conscient que la seva guarnició no podria resistir l'atac d'una força tan gran, Travis va escriure diverses cartes suplicant que li enviessin més homes i provisions, però l'ajut no va arribar ni tan sols als 100 reforços.

## El setge
S'inicià el 23 de febrer i es perllongà fins a l'assalt final i la darrera defensa el 6 de març de 1836. L'exèrcit de Mèxic estava encapçalat pel president de la República, general Antonio López de Santa Anna, contra una milícia de secessionistes texans, la majoria colons estatunidencs (naturalitzats mexicans), a San Antonio, al comtat de Béjar, aleshores a la província mexicana de Coahuila i Texas (avui estat de Texas, Estats Units).

## Conseqüències
Tots els defensors de la República de Texas van morir en el setge, excepte dues persones, i la suposada crueltat de Santa Anna inspirà molts colons texans i aventurers estatunidencs a unir-se a l'exèrcit de Texas animats pel desig de venjança, de manera que els texans van poder derrotar l'exèrcit mexicà a la batalla de San Jacinto, el 21 d'abril de 1836, assegurant així la secessió de Texas respecte de Mèxic.